# Seth Magaziner
Seth Michael Magaziner (Bristol, 22 luglio 1983) è un politico statunitense, membro della Camera dei Rappresentanti per lo stato del Rhode Island dal 2023.

## Biografia
Figlio di Ira Magaziner, consigliere di numerosi politici tra cui Bill Clinton, Seth studiò presso l'Università Brown e successivamente conseguì un MBA a Yale. Tra il 2006 e il 2008 lavorò come insegnante di scuola elementare, in seguito fu membro di una società di venture capital.
Politicamente attivo con il Partito Democratico, fu un attivista a favore dei matrimoni omosessuali e fu nel consiglio direttivo di Crossroads Rhode Island, organizzazione che si occupava di senzatetto.
Nel 2014 si candidò alla carica di Tesoriere di stato del Rhode Island e riuscì a farsi eleggere, dopo aver sconfitto nelle primarie l'ex Tesoriere Frank Caprio e nelle elezioni generali il candidato indipendente Ernest Almonte. Nei primi mesi di mandato, annunciò un programma di finanziamento per le infrastrutture verdi.
Nel 2022 si candidò inizialmente alla carica di governatore del Rhode Island, per poi annunciare l'abbandono della competizione e la candidatura per il seggio della Camera dei Rappresentanti lasciato dal deputato di lungo corso James Langevin. Si aggiudicò le primarie democratiche con oltre il 50% dei voti e, nelle elezioni generali, sconfisse il repubblicano Allan Fung, divenendo così deputato.